# Mopsella gracilis
Mopsella gracilis är en korallart som beskrevs av Gray 1859. Mopsella gracilis ingår i släktet Mopsella och familjen Melithaeidae. Inga underarter finns listade i Catalogue of Life.